# Левків Михайло Богданович
Михайло Богданович Левків (20 листопада 1985, м. Тернопіль — 12 грудня 2022, Харківська область) — український військовослужбовець, солдат Сил територіальної оборони Збройних сил України, учасник російсько-української війни. Почесний громадянин міста Тернополя (2022, посмертно).
Син міського голови Тернополя (2002—2006) Богдана Левківа.

## Життєпис
Михайло Левків народився 20 листопада 1985 року в Тернополі.
Працював головним спеціалістом з охорони праці (2013), соціальним інспектором — головним спеціалістом управління соціального захисту (2015), з грудня 2021 — у відділі прийому громадян Тернопільської міської ради.
Із 25 лютого 2022 року добровільно став до лав 105-ї окремої бригади територіальної оборони. Був стрільцем 1-го взводу третього відділення. Із квітня 2022 року — на фронті. Загинув 12 грудня 2022 року на Харківщині від осколкового поранення під час танкового обстрілу.
Був похований 16 грудня 2022 року на Алеї Героїв Микулинецького цвинтаря в Тернополі.
Залишилися дружина та двоє дітей.

## Нагороди
- почесний громадянин Тернопільської области (2025, посмертно)[1];
- почесний громадянин міста Тернополя (19 грудня 2022, посмертно) — за вагомий особистий внесок у становленні української державності та особисту мужність і героїзм у виявленні у захисті державного суверенітету та територіальної цілісності України[2].

## Ушанування пам'яті
У грудні 2023 року в Тернополі відкрито пам'ятну дошку Михайлові Левкові (фасад будинку на вулиці Миколи Лисенка, 8).